# Persone di cognome Takahashi
| Questa pagina contiene informazioni ricavate automaticamente dalle voci biografiche con l'ausilio del template Bio e di un bot. L'aggiornamento è periodico e automatico e ricostruisce completamente la pagina. Se manca una persona in questa lista, sei pregato di non aggiungerla, ma accertati piuttosto che la sua voce biografica contenga il template Bio e che i dati anagrafici siano correttamente compilati. Se il template Bio manca, inseriscilo tu stesso o, in alternativa, metti l'avviso {{tmp\|Bio}} che ne segnala la mancanza. Se i dati riportati sono sbagliati, correggi direttamente la voce biografica; le modifiche saranno visibili in questa lista entro pochi giorni. Per chiarimenti vedi il progetto antroponimi. La lista contiene solo le 74 persone che sono citate nell'enciclopedia e per le quali è stato implementato correttamente il template Bio. Pagina aggiornata al 8 apr 2025. |

Questa è una lista di persone presenti nell'enciclopedia che hanno il cognome Takahashi, suddivise per attività principale.

## Allenatori di calcio(2)
- Hidetoki Takahashi, allenatore di calcio, calciatore e dirigente sportivo giapponese (Fukushima, n. 1916 - † 2000)
- Yutaka Takahashi, allenatore di calcio e ex calciatore giapponese (Tokyo, n. 1980)

## Ammiragli(1)
- Ibō Takahashi, ammiraglio giapponese (Prefettura di Fukushima, n. 1888 - † 1947)

## Astronomi(1)
- Atsushi Takahashi, astronomo giapponese (n. 1965)

## Attori(2)
- Kenji Ōba, attore giapponese (Prefettura di Aichi, n. 1955)
- Yūta Takahashi, attore e modello giapponese (Tokyo, n. 1984)

## Autori di videogiochi(2)
- Keita Takahashi, autore di videogiochi giapponese (Kitakyūshū, n. 1975)
- Tetsuya Takahashi, autore di videogiochi giapponese (Prefettura di Shizuoka, n. 1966)

## Calciatori(16)
- Daisuke Takahashi, ex calciatore giapponese (Fukuoka, n. 1983)
- Hideto Takahashi, calciatore giapponese (Gunma, n. 1987)
- Hiroyuki Takahashi, ex calciatore giapponese (n. 1962)
- Naoki Takahashi, ex calciatore giapponese (Prefettura di Fukuoka, n. 1976)
- Ryō Takahashi, calciatore giapponese (Gunma, n. 1993)
- Sadahiro Takahashi, ex calciatore giapponese (Prefettura di Saitama, n. 1959)
- Sakae Takahashi, calciatore giapponese
- Shigeru Takahashi, calciatore giapponese
- Shin'ichirō Takahashi, ex calciatore giapponese (Prefettura di Hiroshima, n. 1957)
- Shunki Takahashi, calciatore giapponese (Asaka, n. 1990)
- Shōhei Takahashi, calciatore giapponese (Higashiyamato, n. 1991)
- Sōya Takahashi, calciatore giapponese (Matsue, n. 1996)
- Takeo Takahashi, ex calciatore giapponese (Tokyo, n. 1947)
- Toyoji Takahashi, calciatore giapponese (Tokyo, n. 1915 - Tateyama, † 1940)
- Yoshiki Takahashi, ex calciatore giapponese (Nagano, n. 1985)
- Yūji Takahashi, calciatore giapponese (Ōtsu, n. 1993)

## Calciatrici(2)
- Hana Takahashi, calciatrice giapponese (Kawaguchi, n. 2000)
- Saiko Takahashi, ex calciatrice giapponese (Osaka, n. 1976)

## Cantanti(4)
- Ai Takahashi, cantante, modella e attrice giapponese (n. 1986)
- Minami Takahashi, cantante, attrice e personaggio televisivo giapponese (Tokyo, n. 1991)
- Yukihiro Takahashi, cantante e musicista giapponese (Meguro, n. 1952 - Karuizawa, † 2023)
- Yōko Takahashi, cantante giapponese (Tokyo, n. 1966)

## Cantautori(1)
- Yū Takahashi, cantautore giapponese (Yokote, n. 1983)

## Cestiste(2)
- Michiko Takahashi, ex cestista giapponese (Tokyo, n. 1964)
- Reika Takahashi, ex cestista giapponese (Fukushima, n. 1988)

## Cestisti(1)
- Michael Takahashi, ex cestista giapponese (Tokyo, n. 1974)

## Compositori(1)
- Yūji Takahashi, compositore, pianista e critico musicale giapponese (Tokyo, n. 1938)

## Designer(1)
- Jun Takahashi, designer e stilista giapponese (Kiryū, n. 1969)

## Dirigenti d'azienda(1)
- Shinya Takahashi, manager giapponese (Kyoto, n. 1963)

## Doppiatori(1)
- Hiroki Takahashi, doppiatore giapponese (Tokyo, n. 1974)

## Doppiatrici(4)
- Chiaki Takahashi, doppiatrice, cantante e modella giapponese (Yokohama, n. 1977)
- Mikako Takahashi, doppiatrice giapponese (Chiba, n. 1980)
- Minami Takahashi, doppiatrice giapponese (Tokyo, n. 1990)
- Rie Takahashi, doppiatrice e cantante giapponese (prefettura di Saitama, n. 1994)

## Fumettiste(1)
- Rumiko Takahashi, fumettista e character designer giapponese (Niigata, n. 1957)

## Fumettisti(4)
- Hiroshi Takahashi, fumettista giapponese (Aizubange, n. 1965)
- Kazuki Takahashi, fumettista giapponese (Tokyo, n. 1961 - Nago, † 2022)
- Tsutomu Takahashi, fumettista giapponese (Tokyo, n. 1965)
- Yōichi Takahashi, fumettista giapponese (Tokyo, n. 1960)

## Giocatori di football americano(2)
- Ryōta Takahashi, giocatore di football americano giapponese (n. 1990)
- Satoru Takahashi, giocatore di football americano giapponese

## Giocatrici di badminton(1)
- Ayaka Takahashi, giocatrice di badminton giapponese (Kashihara, n. 1990)

## Lottatori(3)
- Shogo Takahashi, lottatore giapponese (n. 1994)
- Yudai Takahashi, lottatore giapponese (n. 2001)
- Yūki Takahashi, lottatore giapponese (Mie, n. 1993)

## Maratonete(1)
- Naoko Takahashi, ex maratoneta giapponese (Gifu, n. 1972)

## Militari(1)
- Takahashi Shigetane, militare giapponese (n. 1548 - † 1586)

## Musicisti(1)
- Kitarō, musicista, compositore e arrangiatore giapponese (Toyohashi, n. 1953)

## Nuotatori(1)
- Zenjiro Takahashi, nuotatore e pallanuotista giapponese (Tokyo, n. 1912 - † 1990)

## Pallavoliste(2)
- Miyuki Takahashi, pallavolista giapponese (Yamagata, n. 1978)
- Saori Takahashi, pallavolista giapponese (Kitakami, n. 1992)

## Pallavolisti(2)
- Kentarō Takahashi, pallavolista giapponese (Kawanishi, n. 1995)
- Ran Takahashi, pallavolista giapponese (Kyoto, n. 2001)

## Pattinatori artistici su ghiaccio(1)
- Daisuke Takahashi, ex pattinatore artistico su ghiaccio giapponese (Okayama, n. 1986)

## Pattinatrici artistiche su ghiaccio(1)
- Narumi Takahashi, pattinatrice artistica su ghiaccio giapponese (n. 1992)

## Piloti motociclistici(3)
- Kunimitsu Takahashi, pilota motociclistico giapponese (Tokyo, n. 1940 - † 2022)
- Takumi Takahashi, pilota motociclistico giapponese (Saitama, n. 1989)
- Yūki Takahashi, pilota motociclistico giapponese (Saitama, n. 1984)

## Politici(1)
- Takahashi Korekiyo, politico giapponese (Edo, n. 1854 - Tokyo, † 1936)

## Registi(2)
- Motosuke Takahashi, regista e animatore giapponese (Ishinomaki, n. 1941 - † 2007)
- Ryōsuke Takahashi, regista e sceneggiatore giapponese (Tokyo, n. 1943)

## Saltatori con gli sci(1)
- Daito Takahashi, ex saltatore con gli sci e ex combinatista nordico giapponese (Kitaakita, n. 1980)

## Sceneggiatrici(1)
- Natsuko Takahashi, sceneggiatrice giapponese (Takahashi)

## Scrittori(2)
- Gen'ichiro Takahashi, scrittore giapponese (Onomichi, n. 1951)
- Yashichirō Takahashi, scrittore giapponese

## Virologi(1)
- Michiaki Takahashi, virologo giapponese (Osaka, n. 1928 - Osaka, † 2013)